# Siphonohydra adriatica
Siphonohydra adriatica är en nässeldjursart som beskrevs av von Salvini-Plawen 1966. Siphonohydra adriatica ingår i släktet Siphonohydra och familjen Euphysidae. Inga underarter finns listade i Catalogue of Life.